# Messoracarus
Genre
Messoracarus est un genre d'acariens mesostigmates de la famille des Messoracaridae.

## Distribution
Les espèces de ce genre se rencontrent en Europe du Sud, en Australie et en Asie du Sud-Est.

## Description
Ce sont des acariens myrmécophiles.

## Liste des espèces
- Messoracarus emarginatus (Banks, 1916)
- Messoracarus mirandus Silvestri, 1912
- Messoracarus chwendingeri Kontschán & Seeman, 2012

## Publication originale
- Silvestri, 1912 : Contribuzioni alla conoscenza dei Mirmecofili. II. Di alcuni Mirmecofili dell'Italia meridionale e della Sicilia. Bollettino del Laboratorio di Zoologia Generale e Agraria della Facoltà Agraria in Portici, vol. 6, p. 222-245 (texte intégral).